# 올란드 제도 축구 국가대표팀
올란드 제도 축구 국가대표팀은 핀란드의 자치령인 올란드 제도를 대표하는 축구팀이다. 이 팀은 FIFA 및 유럽 축구 연맹 회원국이 아니므로 FIFA 월드컵과 UEFA 유럽 축구 선수권 대회에는 참가할 수 없으며 아일랜드 게임 축구에만 참가한다. 아일랜드 게임 축구에는 10번 출전하여 은메달 1개(2009년), 동메달 2개(1989년, 1993년)를 획득했다.